# بیل هندلی
بیل هندلی (به انگلیسی: Bill Handley) (زاده ۱۹۴۳ در ملبورن) نویسنده استرالیایی پدیدآورنده آموزش فنون تدریس و مطالعه است. روشهای او در تدریس ریاضیات و راهبردهای یادگیری و تفکر، مؤثرتر بوده‌است. او افزون بر ارائه روشهای آسان و سریع برای یادگیری و فهم ریاضی، روشهای آسان و سریعی نیز برای آموزش و یادگیری موضوعهای دیگر به دست داده‌است که از آن جمله می‌توان به روشهایی برای افزایش کیفیت مطالعه در زمان اندک و برنامه‌هایی برای یادگیری بهتر و مؤثرتر کودکان اشاره کرد.
بیل هندلی راه‌هایی نیز برای آموزش سریع و آسان زبانهای گوناگون ارائه کرده‌است. بیل متدهایی برای آموزش آسان و سریع مفهومهای ریاضیات پایه به کودکان و نوجوانان ارائه داده‌است. بیشتر متدهای او راهکارهای محاسبه ذهنی در ریاضیات پایه را شامل می‌شود. او همچنین نرم‌افزارها و کتابهای کمک‌آموزشی پدیدآورده است.

## زندگی شخصی و کاری
بیل در کرویدون، ویکتوریا، در پای کوه‌های دندنونگ، ویکتوریا به همراه همسرش باربارا زندگی می‌کند. آنها سه دختر دارند. وندی و کارین در ملبورن به دنیا آمدند و تانیا در هانوفر آلمان غربی زاده شد. او به همراه خانواده شش سال را در آلمان گذراند. زیرا از یک سو به عنوان معلم انگلیسی در یک مدرسه در هانوفر مشغول به کار بود و از سوی دیگر به عنوان مهندس مشاور برای یک بنگاه که آزمایشگاه‌های زبان تولید می‌کرد. پیش از عزیمت خانواده به اروپا، بیل به یادگیری زبانها علاقه نشان داد. وی به یاد می‌آورد: 
علاقه من به یادگیری زبانهای گوناگون مایه شوخی با خانواده شد. وقتی می‌دانستم که می‌خواهیم با یک کشتی ایتالیایی سفر کنیم کمتر از دو هفته هر چه را که پیشنیاز یادگیری زبان ایتالیایی به‌شمار می‌آمد فرا گرفتم. از آنجا که پیشخدمت سفره ما به انگلیسی سخن نمی‌گفت من مترجم رسمی خود شدم. شش ماه نیز در یادگیری آلمانی گذراندم. زمانی که به آلمان آمدم به من کار ترجمه متون فنی از انگلیسی به آلمانی دادند. سپس مجبور شدم این متون را برای مهندسان آلمانی توضیح دهم. کار دشواری بود ولی از انجام دادنش لذت می‌بردم. ایده‌ها و رویکردهای آموزشیم را تا اندازه بسیاری وامدار آن روزها هستم. زمینه‌ساز بخشی از رویکردهای آموزشیم برخی از همان چیزهاییست که آن روزها در یادگیری تجربه می‌کردم.
در وبگاه رسمی بیل هندلی چنین آمده‌است:
کار با زبانها و الفباهای گوناگون سبب شد بیل بتواند رویکردهای منطقی در زمینه آموزش خواندن و املا را تدوین کند. بیل هر سال دو تا سه ماه در آمریکای شمالی و نزدیک به شش ماه برای تدریس در مدرسه‌های استرالیا می‌گذراند. او بسته‌ها و کتابهایی برای مطالعه در خانه ارائه داده و سمینارهای بسیاری برای مردم برگزار کرده‌است. بسیاری از معلمان در مدرسه‌های سرتاسر جهان از منبعهای آموزشی او بهره می‌گیرند. بیل در کانادا و ایالات متحده به تدریس روشهای مطالعه انقلابی خود به دانش‌آموزان و معلمان پرداخته‌است. او یک ماه را در ونکوور کانادا گذرانده و در همکاری با هیئت مدیره مدرسه ونکوور، تدریس در مدرسه‌ها و دانشکده‌ها و ارائه برنامه‌های توسعه حرفه‌ای برای معلمان را در کارنامه خود داشته‌است. بیل هندلی چندی را نیز با پروژه مدرسه قرن بیست و یکم در یاکیما، واشینگتن گذرانده‌است. این برنامه‌ای آزمایشی است که از سوی دولت ایالات متحده سرمایه‌گذاری می‌شود. دولت می‌خواهد قرار گرفتن دانش‌آموزان در یک محیط یادگیری ایده‌آل با بهترین روشهای تدریس را به‌طور عملی بیازماید. از آنجایی که همه روشهای تدریس به کار گرفته در برنامه باید ثابت شود آنها پیش از دعوت از بیل روشها و نتیجه‌های بیل را به بررسی گذارده بودند. در آن یک ماه بیل روزهایی را در کلاس با معلمان و دانش‌آموزان گذراند. او نیمروزی را هم برای تدریس به زندانیان در مرکز بازداشت نوجوانان گذراند. آنان نوجوانانی بودند که در دادگاه به جرمهای جدی محکوم شده بودند. مقامات پنداشته بودند که کلاس به یک ساعت نمی‌کشد و برنامه‌های جایگزین را نیز آماده کرده بودند ولی وقتی بیل خواستار استراحت شد نوجوانان خواستار ادامه کار شدند. با اینکه به‌طور معمول دست کم دو ساعت مطالعه برای فهم کامل مطلبها نیاز است در یک جلسه در دبیرستان دیویس در کایزوبل، همه دانش آموزان پایه‌های یازدهم و دوازدهم توانستند در ده دقیقه اطلاعات را یاد بگیرند. یکی از دانش‌آموزان هیجان‌زده گفته بوده که روشهاتان بسیار ساده است و جای شگفتی است که دیگران به آن فکر نکرده‌اند. معلمان، والدین و ناظران پروژه نیز در کلاس بوده‌اند. آن روزها بیل پیش از اینکه ایالات متحده را ترک کند فیلمی آموزشی برای آموزش روشهای خود در پروژه مدرسه قرن بیست و یکم می‌سازد.

## دربارهٔ روشهای بیل هندلی
روشهای بیل هندلی در گوشه و کنار جهان بسیاری را به خود جذب کرده‌است. روزی در یک ایستگاه رادیویی در ونکوور با او مصاحبه می‌کنند و او دربارهٔ برخی از متدهای خود در آموزش ریاضی با شنوندگان سخن می‌گوید. بیش از هزار تماس تلفنی در همان ساعت دریافت می‌شود و دست‌اندرکاران برنامه مجبور به بازکردن خطهای جدید و اختصاص کارمندان اضافی برای رسیدگی به تماسهای مخاطبان می‌شوند. بیل هندلی روشهای باورنکردنی خود در آموزش ریاضیات پایه را به صورت کتاب منتشر کرده‌است. رویکردها و برنامه‌های آموزشی او را معلمان در کانادا و ایالات متحده آمریکا، استرالیا و آسیا به کار می‌گیرند. به باور بیل مغز انسانها چیزی نیست که به محض زاده شدنشان آنان را از دیگران متمایز کند. او بر این باور است که چگونگی به کار گرفتن مغز است که تمایز میان انسانها را سبب می‌شود. او در بیشتری از سمینارها و مصاحبه‌ها و کتابهایش این باور خود را چنین بیان می‌کند:
ما فکر می‌کنیم دانش‌آموزانی که زودتر به پاسخها دست می‌یابند و مسئله‌ها را بهتر می‌فهمند از دیگران باهوشترند. در واقع چنین دانش‌آموزانی روشهای ساده‌تر و بهتری به کار می‌گیرند. این است که هم اشتباه کمتری می‌کنند و هم زودتر محاسبه می‌کنند. دیگر دانش‌آموزان که روشهای ساده‌تر و بهتر را نمی‌دانند کمتر هوشیار به نظر می‌آیند چون روشهای پیچیده‌تری به کار می‌گیرند و اشتباه بیشتری می‌کنند. اگر چنین دانش‌آموزانی با روشهای ساده‌تر و درخورتر و بهتر آشنا شوند بیگمان ما با آنان نیز مسئله‌ای نخواهیم داشت. هرگز نمی‌توان چنین گفت که کسانی مغزشان برای ریاضی ساخته شده و کسانی مغزشان مناسب ریاضی نیست. همیشه دانش‌آموزانی که نتیجه‌های بهتری می‌گیرند روشهای بهتری دارند. دانش‌آموزانی که در یادگیری ریاضیات پیشرفتی ندارند چنانچه روشهای دانش‌آموزان موفق را به خوبی یاد بگیرند و به کار ببرند بیگمان همان نتیجه‌ها را به دست خواهند آورد. 
بیل در ادامه از تجربه خود در رابطه با کسانی می‌گوید که روزگاری می‌پنداشته‌اند به‌طور ارثی و ژنتیکی در فهم ریاضی با دشواری روبرویند ولی پس از اینکه از روشهای بیل آگاه شده‌اند به توانایی خود حتی برای نبوغ در ریاضیات اقرار کرده‌اند. بیشتری از کسانی که با روشهای بیل هندلی به‌طور کامل آشنا شده‌اند حسرت می‌خورند که چرا زودتر و حتی در سالهایی که خودشان به مدرسه می‌رفته‌اند رویکردهای آموزشی او را نشناخته‌اند. بیل توضیح می‌دهد که روشهای او سبب می‌شود دانش‌آموزان در شیوه یادگیری و نحوه کار با ریاضیات خلاق شوند. کودکانی که روشهای بیل را می‌آموزند و به کار می‌برند نتیجه کوششهای خود را بیش از پیش می‌بینند و همین سبب می‌شود که زمان بیشتری را با عشق و علاقه به خواندن ریاضیات و آموختن مفهومهای ریاضی بگذرانند. بیل هندلی تجربه‌های بسیاری از برخورد با کودکان و نوجوانانی دارد که پس از آشنایی با روشهای او بر اضطرابی که پیشتر در یادگیری و فهم ریاضی داشته‌اند چیره گردیده‌اند و خودباوریشان بیشتر شده‌است. شواهد نشان داده‌است دانش‌آموزانی که از رویکردهای آموزشی بیل هندلی بهره گرفته‌اند نگاهشان به ریاضیات تغییر بسیاری کرده‌است. بیل در بخشهایی از یکی از کتابهای مشهور خود از روزهایی که خودش به مدرسه می‌رفته‌است نوشته و چگونگی تغییر دیدگاه خود به ریاضیات را چنین بیان می‌کند:
زمانی که در دبیرستان درس می‌خواندم یک معلم ریاضی داشتم که نگاه مرا به ریاضیات تغییر داد. او سبب شد در نگرش من به ریاضیات دنیای تازه‌ای به رویم باز شود. او سبب شد احساس کنم شرلوک هلمز حل مسائل دشوار هستم. روزهایی را به یاد می‌آورم که برای رفتن به خانه و آزمودن مسأله‌های بیشتر لحظه‌شماری می‌کردم. نگاهم آنقدر به ریاضیات عوض شده بود که مسیر مدرسه به خانه را تاب نمی‌آوردم. می‌خواستم هر چه زودتر به خانه برسم تا مسأله‌های بیشتری را بیازمایم. آن روزها تازه آغاز کرده بودم کتابهای سرگرم‌کننده در زمینه ریاضیات می‌خریدم.
بیل هندلی را همچنین به سبب لذتبخش کردن ریاضیات در نگاه مردم به واسطه روشهای ویژه‌اش می‌شناسند. می‌گویند تنها یکی از کتابهایش به نام «Teach your children Tables» در چاپ اول خود بیش از ۲۰٬۰۰۰ خواننده داشته‌است. مخاطبان بسیاری از این سو و آن سوی دنیا با پیام و ایمیل و مکاتبه به قدردانی از او برخاسته‌اند. شمار بسیاری از مخاطبان او پدران و مادرانی بوده‌اند که فرزندانشان پس از خواندن کتابهای بیل و آشنایی با روشهای او در حل مسأله‌ها و یادگیری ریاضی پیشرفت چشمگیری داشته‌اند. از آن جمله یک بانوی نویسنده استرالیایی است که شرحی کوتاه بر کتاب «Teach your children Tables» با عنوان «از بیزاری دخترم از ریاضی تا تبدیل شدن او به Skye در The Penderwicks» می‌نویسد و خوشحالی خود را از پیشرفت فرزندش در ریاضی بیان می‌کند. Skye شخصیتی در سریال تلویزیونی کودکانه‌ای به نام The Penderwicks است که بسیار باهوش است و از انجام مسئله‌های پیچیده ریاضی فقط برای تفریح لذت می‌برد. سریال را بر پایه رمانی کودکانه از Jeanne Birdsall ساخته‌اند که Knopf در سال ۲۰۰۵ آن را منتشر کرده‌است. رمانی اثرگذار که جایزه کتاب سال ۲۰۰۵ ایالات متحده در بخش ادبیات کودک و نوجوان را از آن خود کرد. فیلم، داستان چهار خواهر و دو خرگوش و یک پسر با کارهای بسیار جالب است که Skye باهوشترین دختر خانواده است و پیشرفت او در ریاضی به چشم می‌آید.
در زیر برخی از کتابهای بیل هندلی فهرست شده‌است. بیل همه این کتابها را در انتشارات جان وایلی به چاپ رسانده‌است. او همچنین برخی از آثارش را در قالب نرم‌افزارهای آموزشی ارائه کرده‌است.
- یادگیری سریع ریاضی پایه برای کودکان
- یادگیری سریع ریاضی (چگونگی نابغه ریاضی شدن)
- رازهای محاسبه‌های سریع در ذهن
- جدول ضرب را به فرزندان خود یاد دهید (یادگیری جدول ضرب و مهارت در آن در کمتر از ۳۰ دقیقه)
- مختصری دربارهٔ آسان و سریع کردن روند یادگیری
- یادگیری سریع (دو ساعت مطالعه در ده دقیقه)
- برنامه‌هایی برای یادگیری مؤثرتر کودکان گروه‌های سنی مختلف
- راه آسان و سریع یادگیری یک زبان دلخواه
- چه شد که به یادگیری زبانهای گوناگون علاقه‌مند شدم
- فوت و فن‌هایی برای معلمان

- ریاضیات زودیاب: راهنمای تدریس محاسبات پایه و چهار عمل اصلی ریاضی به بچه‌ها؛ زینب زادمهر، انتشارات نیمخط، چاپ اول ۱۳۹۵
- آموزش جدول ضرب به دانش‌آموزان از راهی آسان و سرگرم‌کننده و خوشایند؛ زینب زادمهر، انتشارات نیمخط، چاپ اول ۱۳۹۵
- کتاب دوجلدی آموزش ضرب و تقسیم و جمع و تفریق و … از راهی آسان و سرگرم‌کننده و خوشایند؛ زینب زادمهر، انتشارات نیمخط، چاپ اول ۱۳۹۵
- ریاضی در چند ثانیه: مهارت در انجام محاسبات ذهنی ریاضی؛ محبوبه غلامی و فرنوش کریمی، انتشارات دیباگران تهران، چاپ اول ۱۳۹۶

## دربارهٔ بیل هندلی در زبان فارسی
زینب زادمهر در کتاب «آموزش جدول ضرب به دانش‌آموزان از راهی آسان و سرگرم‌کننده و خوشایند» که ترجمه بخشهایی از کتاب «Speed math for kids: the fast, fun way to do basic calculations» از بیل هندلی است دربارهٔ او چنین می‌نویسد:
بر این باورم که هر کسی از خواندن کتاب بیل هندلی لذت می‌برد. این کتاب خوشایند همه گروه‌ها چه کوچکسال و چه بزرگسال است. روشی که بیل هندلی در یادگیری جدول ضرب پیشنهاد کرده‌است در بهتر شدن پایه ریاضی دانش‌آموزان بسیار اثرگذار است. روشهای بیل هندلی ریاضی را از نگاه کودکان دوست‌داشتنی می‌کند. با روشهای او دانش‌آموزان درمی‌یابند که ریاضیات و جدول ضرب آنقدرها هم که گفته‌اند ناخوشایند و بیزاری‌آور نیست.

وی در پیشگفتار کتاب «ریاضیات زودیاب» که ترجمه کامل کتاب «Speed math for kids: the fast, fun way to do basic calculations» است بیل هندلی را اینگونه معرفی می‌کند:
نویسنده کتاب را آموزگار پاکمردی می‌دانم که عشق و باورش به شیوه انسانی آموختن ریاضی به نوآموزان او را به نوشتن این کتاب و کتابهای دیگری از این دست واداشته است. در بازگردانی این کتاب کوشیده‌ام تا جایی که می‌توانم در شیوه سخن او دست نبرم. زیرا قلم او بسیار توانمند و پرمایه است. بار نخست که چشمم به این کتاب افتاد دلم نمی‌خواست خود تنها کسی باشم که آن را می‌خوانم. کتاب او نه تنها ضرب که افزودن و کاستن و بخش کردن و چیره‌دست شدن در کار کردن با عددها را به شیوه‌ای بسیار آموزگارانه می‌آموزد. کودکان و نوجوانان با خواندن آن دانستنیهای زیرساختی بسیاری از ریاضیات پایه خواهند آموخت. ما می‌گوییم هر خواننده این کتاب می‌تواند فرزند خود را آموزگاری راهبر باشد.
زینب زادمهر در یکی دیگر از کتابهای خود به نام «خیانتهای برخی از دست‌اندرکاران آموزش ریاضی در ایران در زمینه آموزش جدول ضرب به کودکان» بیل هندلی را آموزگاری نمونه توصیف می‌کند که نظیر کتابها و روشهای آموزشی او کم است.